# クリスチアナ・ブランド
クリスチアナ・ブランド（Christianna Brand、本名: メアリー・クリスチアナ・ルイス (Mary Christianna Lewis)、旧姓: ミルン (Milne)、1907年12月17日 - 1988年3月11日）は、イギリスの推理作家、児童文学作家。別名義としてメアリー・アン・アッシュ (Mary Ann Ashe)、アナベル・ジョーンズ (Annabel Jones)、メアリー・ローランド (Mary Roland)、チャイナ・トンプスン (China Thompson) がある。

## 来歴
1907年にイギリス領マラヤで生まれ、イギリス領インド帝国で育つ。その後イギリス本国に戻りトーントンにあるフランシスコ会の学校に通うが、17歳のときに父親が破産したためにモデル、ダンサー、家庭教師、店員など各種の職を転々とする。1941年に発表された処女長編の『ハイヒールの死』はスコットランドヤード捜査課のチャールズワース警部の初登場作品で、調理器具の売り子として働きながら書き始めたもので、嫌な同僚と接する中からアイデアが生まれた。その後、チャールズワース警部はブランドの代表作のひとつ『ジェゼベルの死』など計3作の長編に登場した。
同年の『切られた首』では、ブランド作品でも特に愛されているキャラクターの一つであるケント州警察のコックリル警部 (Inspector Cockrill) が初登場している。その後コックリル警部は計7作の長編に登場した。最も知られている作品である『緑は危険』は、1946年にイーグル＝ライオン・フィルムによって『青の恐怖』（原題は原作と同じ）として映画化され、アラステア・シムが警部役を演じた。
1950年代後半にはブランドはシリーズから手を引き、他のジャンルや短編に力を向けた。児童文学のシリーズ「マチルダばあや」 ("en:Nurse Matilda") の作者でもあり、これは2005年に『ナニー・マクフィーの魔法のステッキ』として映画化されている。
ブランドはディテクションクラブのメンバーの一人であり、また1972年から1973年にかけて英国推理作家協会の会長を務めた。美術家、イラストレーターで「マチルダばあや」シリーズの挿絵も担当しているエドワード・アーディゾーニはブランドのいとこに当たる。

## 評価
いわゆるミステリの「黄金時代」の後に活動した本格ミステリの書き手の一人として高く評価されており、アントニー・バウチャーは「もしあなたが、同業者の中にブランドのライヴァルを探そうとするなら、大御所中の大御所（すなわち、クリスティー、クイーン、カー）に手を伸ばさねばならないだろう」、山口雅也は「謎解きの凄い作家では、永いミステリの歴史の中でも確実に五本の指に入る人だと思っている」と述べている。
森英俊はブランドの作品を「カミソリのような鋭い切れ味を持ったパズラー」と評し、その作風について「プロットの中心をなしているのはきわめて魅力的な容疑者で、彼らが形成する息詰まるようなサークルのなかで疑惑が転々とする」「あるときはさりげなく、あるときは大胆不敵に手がかりや伏線をちりばめていく」「高度なテクニックによって、めくるめくドンデン返しの連続と意外な結末が導き出される」と分析している。
エドガー賞には短編の「カップの中の毒」（"Poison in the Cup"、EQMM、1969年2月）と「婚姻飛翔」（"Twist for Twist"、別題"The Hornets' Nest"、EQMM、1967年5月）、スコットランドで起こった殺人事件を扱ったノンフィクション "Heaven Knows Who" (1960) と3回ノミネートされている。

## 作品

### コックリル警部
- 切られた首 Heads You Lose (1941)
- 緑は危険 Green for Danger (1944)
- 自宅にて急逝 Suddenly at His Residence（米版タイトル: The Crooked Wreath）(1946)
- ジェゼベルの死 Death of Jezebel (1948)
- 疑惑の霧 London Particular（米版タイトル: Fog of Doubt）(1952)
- はなれわざ Tour De Force (1955)
- ゆがんだ光輪 The Three Cornered Halo（1957、コックリルの妹"カズン・ハット"が登場）

### チャールズワース警部
- ハイヒールの死 Death in High Heels (1941)
- 暗闇の薔薇 The Rose in Darkness (1979)

『ジェゼベルの死』『疑惑の霧』にも登場。

### チャッキー警部
- 猫とねずみ Cat and Mouse (1950)
- 薔薇の輪 A Ring of Roses（1977、メアリー・アン・アッシュ名義）

### その他の長編
- The Single Pilgrim（1946、メアリー・ローランド名義）
- Starrbelow（1958、チャイナ・トンプスン名義）
- Heaven Knows Who (1960)
- Court of Foxes (1969)
- The Radiant Dove（1974、アナベル・ジョーンズ名義）
- Alas, for Her That Met Me!（1976、メアリー・アン・アッシュ名義）
- The Honey Harlot (1978)
- 領主館の花嫁たち The Brides of Aberdar (1982)

### 短編集
- What Dread Hand? (1968)
- Brand X (1974)
- 招かれざる客たちのビュッフェ Buffet for Unwelcome Guests (1983)
- ぶち猫 The Spotted Cat and Other Mysteries from Inspector Cockrill's Casebook（2002、コックリル警部シリーズ）

### 短編
- ジェミニー・クリケット事件 The Gemminy Crickets Case（別タイトル: Murder Game） (1968) - 米英で結末が異なる。いわゆる「最後の一撃」（どんでん返し）ミステリー。真相が二人称で綴られる異色作[7]。
- 至上の幸福 Cloud Nine (1978)
- わが屍を踏み越えて Over My Dead Body (1978) [注 1]
- そして彼女はほほえんだ And She Smiles at Me (1983)
- 未亡人に乾杯 To the Widow (1984)

### 子供向け
- 濃霧は危険 Welcome to Danger（米版タイトル: Danger Unlimited） (1949)
- マチルダばあやといたずらきょうだい Nurse Matilda（1964、別訳題『ふしぎなマチルダばあや』）
- マチルダばあや、ロンドンへ行く Nurse Matilda Goes to Town (1967)
- Nurse Matilda Goes to Hospital (1974)

### アンソロジー編纂
- Naughty Children: An Anthology (1962)

以上のほか、未訳の単行本未収録の短編、リレー小説への参加、エッセイ・評論などがある。